# Metanski klatrat
Metanski klatrat ili “led koji gori” je čvrsta materija, u kojoj je velika količina metana zarobljena u kristalnoj strukturi (ledu) vode. Pre se mislilo, da se veće količine mogu pronaći samo u spoljnim delovima Sunčevog sistema, gde su niske temperature i postoje velike količine leda, ali su locirana velika nalazišta, ispod sedimenata, na dnu okeana, na Zemlji. Pretpostavlja se da bi nalazišta metanskog klatrata mogla biti duplo veća od svih fosilnih nalazišta na Zemlji.
Metanski klatrat je sastavni deo plitke morske geosfere, i može se nalaziti kao deo sedimentnih stena, ili kao samostalna celina na dnu okeana. Veruje se da nastaju pomicanjem metana iz dubokih Zemljinih slojeva, na mestima gde nastaju rasedi, taloženjem i kristalizacijom, u dodiru uzlaznih plinskih struja sa hladnom morskom vodom. Metanski klatrati su isto prisutni u dubini leda na Antarktiku, gde su pronađeni u uzorcima leda, starosti i do 800 000 godina i služe za ispitivanje klimatskih promena, uz ispitivanje kiseonika i ugljenikovog dioksida.
U proseku, 1 mol metana se veže na 5,75 molova vode i gustina je oko 900 kg/m³. Tako jedna litra ledenog metanskog klatrata ima oko 168 litara metana. Pod visokim pritiskom, može biti stabilan i do 18 °C.
Metan stvara sktrukturu I hidrata (klatrata) sa 2 dodekaedra i 6 tetradekaedra (14 molekula vode) u jednoj jediničnoj ćeliji.

## Nalazišta
Metanski klatrat je ograničen u plitkoj litosferi (manje od 2000 m dubine). Uslovi potrebni za nastanak metanskog klatrata u polarnim kontinentalnim sedimentnim stenama je temperatura površine ispod 0 °C i u sedimentima na dnu mora, gde je dubina veća od 300 metara, temperatura mora na dnu oko 2 °C. Osim toga, možemo ga naći u dukoboj ledenoj slatkoj vodi jezera, jer većina metanskih klatrata se ne može stvoriti u morskoj vodi (primer je Bajkalsko jezero u Rusiji). Kontinentalna nalazišta su pronađena u Sibiru i na Aljasci, u pješčenjaku i ležištima mulja, dubljim od 800 metara. Okeanska nalazišta su široko rasprostranjena u epikontinentalnim pojasevima ili mogu pokrivati gasna polja zemnog gasa.

### Okeanska nalazišta
Postoje dve različite vrste okeanskih nalazišta. Uobičajen je (99%) kao struktura metan I klatrata, u dubokim sedimentima. Te klatrate su stvorili mikrobi arheje ili prabakterije koji stvaraju metan, jer su svojstva metana u klatratu i u okolini jednaka. Dubina nalazišta je između 300 i 500 metara.
Druga vrsta nalazišta prestavlja strukturu metan II klatrata i pretpostavlja se da je nastao iz dubljih nalazišta metana, koji je nastao raspadanjem organske materije. Primeri se mogu naći u Meksičkom zalivu i u Kaspijskom jezeru.
Veličina nalazišta još nije tačno utvrđena, jer su metanski klatrati pronađeni prvi puta 1960-tih. Smatra se da ga ima barem 1 x 1012 m³.

### Kontinentalna nalazišta
Kontinentalna nalazišta su pronađena u Sibiru, severnoj Kanadi i na Aljasci, u pješčenjaku i ležištima mulja, dubljim od 800 metara. 2008. kanadski i japanski istraživači su počeli sa ispitivanjem vađenja metanskog klatrata u blizini delte reke Makenzi, u Kanadi.

## Izliv nafte u Meksičkom zalivu 2010.
Na velikim dubinama, metan u dodiru sa vodom stvara metanski klatrat, što je opaženo za vreme izliva nafte u Meksičkom zalivu 2010. 8. maja stavljeno je tzv. Zvono, teško 125 tona, na naftnu bušotinu kako bi se zaustavilo nekontrolirano curenje nafte u Meksičkom zalivu, na dubini od 1500 metara, no moralo se dignuti zbog formiranja metanskih klatrata unutar Zvona.

## Klimatske promene
Za klimatske promene posebno su kritična ležišta metanskih klatrata u permafrostu. Istraživanja 2008. godine u arktičkom delu Sibira, su pokazala da su se milioni tona metana oslobodili iz permafrosta, jer su merenja pokazala da su koncentracije metana do 100 puta veće od normalnih.